# Billy Blyton, Baron Blyton
William „Billy“ Reid Blyton, Baron Blyton (* 2. Mai 1899 in South Shields, Tyne and Wear; † 25. Oktober 1987) war ein britischer Politiker der Labour Party, der neunzehn Jahre lang Abgeordneter des House of Commons war und 1964 als Life Peer aufgrund des Life Peerages Act 1958 Mitglied des House of Lords wurde.

## Leben
Blyton begann nach dem Besuch der Holy Trinity Primary School und der Dean Road Secondary Modern School 1913 seine berufliche Tätigkeit als Bergmann und arbeitete bis 1945 in einem Bergwerk in South Shields. In den folgenden Jahren engagierte er sich sowohl als Funktionär in der Bergarbeiter-Gewerkschaft MFGB (Miners’ Federation of Great Britain) als auch für die Labour Party in der Kommunalpolitik als Mitglied des Gemeinderates von South Shields, in dem er Vorsitzender der Ausschüsse für Bildung sowie für Elektrizität war.
Er wurde bei den Unterhauswahlen vom 5. Juli 1945 als Kandidat der Labour Party erstmals als Abgeordneter in das House of Commons gewählt und vertrat in diesem bis zum 15. Oktober 1964 den Wahlkreis Houghton-le-Spring. Während dieser Zeit war er in der Regierung von Premierminister Clement Attlee zwischen 1947 und 1949 Parlamentarischer Privatsekretär eines Ministers. 1950 wurde er Freeman of the City von South Shields.
Kurz nach seinem Ausscheiden aus dem Unterhaus wurde Blyton durch ein Letters Patent vom 16. Dezember 1964 aufgrund des Life Peerages Act 1958 als Life Peer mit dem Titel Baron Blyton, of South Shields in the County of Durham, in den Adelsstand erhoben und gehörte damit bis zu seinem Tod dem House of Lords als Mitglied an.
1967 wirkte er zusammen mit Ernest Popplewell, Baron Popplewell als einer der beiden „Sponsoren“ bei der Einführung (Introduction) des langjährigen Präsidenten der Vereinigten Gewerkschaft der Kesselschmiede, Schiffsbauer, Schmiede und Bauarbeiter(Amalgamated Society of Boilermakers, Shipwrights, Blacksmith and Structural Workers) Edward Hill, Baron Hill of Wivenhoe als Mitglied des Oberhauses mit.